# ジネッタ・G60
ジネッタ・G60(Ginetta G60)は、ジネッタ・カーズが開発したライトウェイトスポーツである。 

## 概要
ジネッタは2010年に同じイギリスの自動車メーカーであるファービオを買収し、同社が販売していたファービオ・GTSをF400とリバッジして販売していた。そのF400を大幅に作り直したモデルがこのG60である。
エンジンはフォード製の3.7リッターV型6気筒エンジンをミッドシップに搭載。スペックは最高出力314 PS/6,500 rpm、最大トルク39.8 kgf·m/4,500 rpmである。ABSやパワーステアリング等の電子制御は搭載していない。。
シャーシはカーボンファイバー製モノコックに鋼管スペースフレームスチール製のシャーシを組み合わせた構造により、車重は1080 kgと極めて軽量に収まっている。インテリアにはアルカンターラ製の素材を使用しており、ロールケージやバケットシートといった装備がある。
0-96km/h加速は4.9秒、最高速は265km/hと公称されている。

## 製造
2012年にヨークシャー州リーズ近郊のガーフォースにあるジネッタ工場で生産が開始された。価格は68000ポンド（約800万円）で、毎年約50台ずつしか生産されていなかった。
2015年11月、販売不振と生産コストの高騰により生産を終了した。